# Volksbank im Elbe-Weser-Dreieck
Die Volksbank im Elbe-Weser-Dreieck eG ist eine deutsche Genossenschaftsbank mit Sitz in Beverstedt im Landkreis Cuxhaven (Niedersachsen). Das Geschäftsgebiet umfasst die Stadt Bremerhaven und große Teile des Elbe-Weser-Dreiecks. 

## Geschichte
Die Vorläuferin der Volksbank im Elbe-Weser-Dreieck, die Vereinskasse Beverstedt, wurde am 21. März 1889 gegründet. Am 1. Januar 2007 fusionierte die Volksbank eG im Landkreis Cuxhaven mit der Volksbank eG Bremerhaven-Wesermünde zur Volksbank eG Bremerhaven-Cuxland.
Am 1. Januar 2023 fusionierte die Volksbank eG Bremerhaven-Cuxland mit der Zevener Volksbank eG zur heutigen Volksbank im Elbe-Weser-Dreieck eG.

## Stiftungen und Sponsoring
Eine Aktualisierung folgt!

## Mitgliedschaft
Insgesamt haben 26.533 Personen eine Mitgliedschaft bei der Volksbank im Elbe-Weser-Dreieck (Stand: 31. Dezember 2022).
Durch Zeichnung eines Geschäftsanteils wird ein Kunde Mitglied der Genossenschaftsbank und ist somit auch Teilhaber der Bank. Jedes Mitglied hat gemäß Satzung das Recht, die Leistungen der Genossenschaft in Anspruch zu nehmen und an der Gestaltung mitzuwirken. Neben dem Stimmrecht bei der Vertreterwahl, ist das Informationsrecht und das Recht auf Gewinnbeteiligung (Dividende) wesentlicher Bestandteil der Mitgliedschaft.

## Genossenschaftliche Finanzgruppe / Verbundpartner
Die Genossenschaftsbank gehört zur genossenschaftlichen FinanzGruppe und arbeitet eng mit deren Verbundpartner (DZ Bank, Bausparkasse Schwäbisch Hall, R+V Versicherung, Union Investment, uvm.) zusammen. Des Weiteren ist die Bank Mitglied beim Bundesverband der Deutschen Volksbanken und Raiffeisenbanken (BVR), sowie der Sicherungseinrichtung des Bundesverbandes der Deutschen Volksbanken und Raiffeisenbanken.

## Geschäftsstellen
Die Volksbank Volksbank im Elbe-Weser-Dreieck unterhält insgesamt 18 Geschäftsstellen in ihrem Geschäftsgebiet.

## Rechtsgrundlagen
Rechtsgrundlagen der Bank sind ihre Satzung und das Genossenschaftsgesetz. Die wichtigsten Organe der Volksbank Volksbank im Elbe-Weser-Dreieck eG sind der Vorstand, der Aufsichtsrat und die Vertreterversammlung.